# Мехмед Караманлі
Мехмед I Караманлі (*д/н —24 липня 1754) — 2-й паша Триполітанії з роду Караманлі у 1745—1754 роках.

## Життєпис
Син Ахмеда I Караманлі, паши Триполітанського еялету. Про молоді роки відомо обмаль. 1745 року після смерті батька успадкував владу. Невдовзі визнаний османським диваном пашею.
Продовжив політику щодо підтримки піратських рейдів, які завдавали значних збитків європейських державам, що не бажали платити данину, насамперед Неаполтіанському королівству і Венеційській республіці. Разом з тим підтвердив попередні угоди батька з Великою Британією та Францією.
Помер 1754 року. Йому спадкував син Алі I.